# Arnaud d'Ossat
Arnaud d'Ossat, né le 20 juillet 1537 à Larroque et mort le 15 mars 1604 à Rome, est un diplomate et prélat français.

## Biographie
Berger dans la région de Castelnau-Magnoac, remarqué par un gentilhomme local du nom de Thomas de La Marque pour son intelligence, il devint le précepteur des deux enfants de ce dernier et les accompagna à Paris où il put compléter ses études et commencer une formidable ascension. Cardinal et homme politique, il débuta comme secrétaire de Paul de Foix, évêque de Toulouse.
Il fut à partir de 1584 ambassadeur à Rome et obtint du Saint-Siège l'absolution d'Henri IV, puis l'approbation de l'édit de Nantes et l'annulation du mariage du roi avec Marguerite de France.
Évêque de Rennes, puis de Bayeux, il est élevé au cardinalat par Clément VIII lors du consistoire du 3 mars 1599, le chapeau de cardinal récompensant ses succès diplomatiques. Ses lettres, publiées en 1624, sont un classique de la diplomatie.
Il est enterré dans l'église Saint-Louis-des-Français de Rome.

## Héraldique
| Blason | Blasonnement : d'azur au pigeon d'argent becqué de gueules, tenant au bec une branche d'olivier de sinople |

## Publications
- Lettres au roy Henri le Grand et à Monsieur de Villeroy, depuis l'année MDXCIV jusques à l'année MDCIII, Paris : Joseph Boullerot, 1624

## Postérité
- Une rue de Tarbes porte son nom.

### Iconographie
- Portrait original du cardinal d'Ossat par Dumonstier au Metropolitan Museum of Art de New York
- Portrait gravé sur cuivre par Melchior Tavernier, daté 1627, inséré dans l'édition des Lettres… publiée à Paris, chez Joseph Bouillerot en 1627.